# Ankylosphenodon pachyostosus
L'anchilosfenodonte (Ankylosphenodon pachyostosus) era un rettile preistorico appartenente ai rincocefali. Visse nel Cretaceo inferiore (Albiano, circa 110 milioni di anni fa) e i suoi resti sono stati ritrovati in Messico.

## Descrizione
Questo animale possedeva un corpo piuttosto robusto, con zampe corte posizionate ai lati del corpo e un cranio dalle caratteristiche notevoli. Queste includevano una dentatura insolita: erano presenti, infatti, lunghi denti dalle radici aperte, profondamente “incastonati” nella mandibola e posti in prossimità del canale di Meckel. Un'altra caratteristica dell'anchilosfenodonte era data dal notevole ispessimento delle costole e delle vertebre (pachiostosi), una caratteristica che normalmente si riscontra nei vertebrati acquatici.

## Stile di vita
Date le caratteristiche dello scheletro, è probabile che questo animale fosse almeno parzialmente acquatico; tuttavia, al contrario di altri sfenodonti acquatici come Palaeopleurosaurus e Pleurosaurus, le specializzazioni dell'anchilosfenodonte erano ridotte. La dentatura, con denti a crescita continua e provvisti di dentina, suggerisce che questo animale era erbivoro e aveva sviluppato una serie di adattamenti per evitare di perdere tutti i denti mano a mano che questi si usuravano.

## Classificazione
Questo animale apparteneva ai rincocefali, un gruppo di rettili diapsidi oggi rappresentati unicamente dai tuatara della Nuova Zelanda, ma molto diffusi nel Mesozoico. In particolare, la struttura della mascella richiama quella di altri rincocefali erbivori come Toxolophosaurus ed Eilenodon. La particolare dentatura, in ogni caso, è diversa da quella di qualsiasi altro rincocefalo, anche se analogie sono state proposte con Sapheosaurus.

## Splendido isolamento?
L'anchilosfenodonte è stato rinvenuto in un luogo noto come Cava Tlayua, nei pressi di Tepexi de Rodriguez in Messico centrale. In questo giacimento sono stati ritrovati i resti di un altro rincocefalo (Pamizinsaurus tlayuaensis); è possibile, quindi, che quest'area costituisse una sorta di rifugio per queste forme arcaiche di rettili diapsidi, che già a quell'epoca (Albiano) avevano incominciato il loro declino.